# Philemon plumigenis
El filemón de las Tanimbar (Philemon plumigenis) es una especie de ave paseriforme de la familia Meliphagidae endémica de las islas Kai y Tanimbar, en Indonesia.

## Taxonomía
El filemón de las Tanimbar fue descrito científicamente en 1858 por el ornitólogo inglés George Robert Gray, con el nombre binomial de Tropidorhynchus plumigenis. Posteriormente fue trasladado al género Philemon, como subespecie del filemón moluqueño.
Su nombre específico es la combinación de las palabras latinas pluma y genis «mejillas».
El filemón de las Tanimbar fue escindido como una especie separada a causa de un estudio publicado en 2007 realizado por Frank Rheindt y Robert Hutchinson.